# Service technologique La Relance
 (juillet 2016).
Le Service technologique La Relance (STLR) est une branche de l'entreprise d'économie sociale La Relance. Cet organisme sans but lucratif a reçu le mandat en 1998 de la part d'Industrie Canada, maintenant Innovation, science et développement économique du Canada, d'être le distributeur national du programme Ordinateurs pour les écoles. Le programme Ordinateurs pour les écoles (OPE) (en anglais Computers For Schools) est un programme canadien subventionné par le gouvernement fédéral, fondé en 1993 de manière collaborative entre les TelecomPioneers et Industrie Canada. Il compte des ateliers dans toutes les provinces et territoires. Ces acteurs OPE recueillent, réparent et remettent à neuf des ordinateurs provenant des administrations publiques et du secteur privé. Ensuite, ils les redistribuent à des écoles, des bibliothèques publiques, des organismes sans but lucratif, des collectivités autochtones partout au Canada ainsi qu'au réfugiés syriens accueillis au Canada.
Le programme Ordinateurs pour les écoles compte des ateliers dans chaque province et territoire au pays.
Le STLR est situé à Gatineau dans le bâtiment qui abrite l'imprimerie nationale du Canada. 

## Histoire
La Relance fut fondée le 3 mai 1982 à Gatineau. C'est en 1998 que l'entreprise décida de se tourner vers les technologies informatiques. À ce moment, elle crée le Centre national canadien qui prendra en 2009 son appellation actuelle, le STRL.

## Engagement environnemental
Le STRL est titulaire de la certification ISO 14001:2004 démontrant le haut niveau d'implication du management de l'entreprise pour établir des processus de productions bon pour l'environnement.
Depuis 2013, le STLR est reconnu comme étant une entreprise de niveau 3 - performance, échelon or, du programme "Ici on recycle" de Recyc-Québec. 